# ادی گیدل
ادی گیدل (انگلیسی: Eddie Gaedel; ۸ ژوئن ۱۹۲۵ – ۱۸ ژوئن ۱۹۶۱) بازیکن بیس‌بال اهل ایالات متحده آمریکا بود. او کوچک‌ترین کسی بود که به لیگ برتر بیسبال آمریکا راه یافت.

## اوایل زندگی
ادوارد کارل گیدل در 8 ژوئن 1925 در شهرستان کوک، ایلینوی متولد شد.  پدرش، کارل گیدل، یک مهاجر لیتوانیایی بود. مادرش هلن خانه‌دار بود. در سال 1930، خانواده گیدل در محله گارفیلد ریج شیکاگو زندگی می کردند. 